# Шебештьєн Далма
Шебештьєш Далма (угор. Dalma Sebestyén, 23 січня 1997) — угорська плавчиня.
Учасниця Олімпійських Ігор 2016 року.